# Jan Bedrna (1933–2012)
Jan Bedrna (24. října 1933 Ostrava-Zábřeh – 1. srpna 2012 Hradec Králové) byl český lékař, syn stejnojmenného lékaře a akademika Jana Bedrny.

## Život
Jan Bedrna se sice narodil v roce 1933 v Ostravě, ale hned následujícího roku se rodina přestěhovala do Hradce Králové, kde Bedrna prožil takřka celý svůj život. Vystudoval státní reálné gymnázium J. K Tyla v Hradci Králové (maturita 1952) a následně v letech 1952–1958 absolvoval Lékařskou fakultu Masarykovy univerzity v Brně. Po škole krátce v letech 1958–1959 působil jako sekundární lékař na chirurgickém oddělení nemocnice ve východočeském Rychnově nad Kněžnou.
Většinu své profesní dráhy (1959–2003) však pracoval na chirurgické klinice Lékařské fakulty UK v Hradci Králové, kde byl v letech 1985–1990 zástupcem přednosty pro LPP a v letech 1990–2000 byl i jejím přednostou, stejně jako o několik desetiletí dříve jeho otec. Nejprve však na kliniku v říjnu 1959 nastoupil jako sekundární lékař u prof. Jaroslava Procházky. V letech 1961 a 1965 složil atestační zkoušky z chirurgie I. a II. stupně. Po roce 1968 nemohl Bedrna z politických důvodů dále vykonávat práci vysokoškolského pedagoga a nebylo mu umožněno ani obhájit svou disertační práci. Jako odborný asistent sice působil až do roku 1980, ale po roce 1968 po dobu deseti let s ním byly uzavírány ponižující smlouvy jen na dobu půl roku. Obhájit disertaci mohl až v lednu 1990. Obdržel tak titul kandidát věd (CSc.) a hned o rok později v únoru 1991 se po obhajobě habilitace stal docentem chirurgie.
Akademickou kariéru tedy sice přes dvě desetiletí nemohl rozvíjet, ale ve fakultní nemocnici pokračoval dále. V letech 1970–1980 pracoval jako vedoucí lékař detašovaného oddělení chirurgické kliniky královéhradecké fakultní nemocnice v Nechanicích. Později zastával i pozici zástupce přednosty Kliniky pro léčebně-preventivní péči. V listopadu 1990 vyhrál konkurz na pozici přednosty chirurgické kliniky a v této pozici setrval deset let do roku 2000. Do důchodu odešel k 31. květnu 2003.
Odborně se zaměřoval nejdříve na traumatologii, později na všeobecnou a abdominální chirurgii. Velké zkušenosti měl z oblasti chirurgie štítné žlázy a příštítných tělísek a chirurgické léčby onemocnění tlustého a tenkého střeva. Dlouhodobě se věnoval chirurgické léčbě Crohnovy nemoci, léčbě reziduálních kamenů žlučových cest i problematice hormonálně aktivních tumorů pankreatu.
V roce 1989 spoluzaložil Svaz českých lékařů v Hradci Králové a byl jeho prvním předsedou. Rovněž byl členem řady dalších odborných společností včetně mezinárodní chirurgické společnosti International College of Surgeons. Byl i předsedou revizní komise České chirurgické společnosti, členem České gastroenterologické společnosti i členem čestné rady České lékařské komory v Hradci Králové.
Absolvoval mnoho stáží v Česku i v zahraničí. Napsal několik odborných odborných textů a publikací.
Byl zakládajícím členem obnoveného Rotary klubu Hradec Králové. V roce 2000/01 se stal prezidentem klubu a za svou práci byl oceněn medailí Paul Harris Fellow nesoucí jméno zakladatele hnutí Rotary.

## Rodina
Jan Bedrna se narodil jako jediný syn akademika Jana Bedrny (1897–1956) a jeho manželky, rovněž lékařky, Noemi (1903–1951). Narodil se tedy do lékařské rodiny. Za manželku si vzal zdravotní sestru Annu roz. Dušánkovou (narozena 1938). Jejich dcera Kateřina Dlasková (nar. 1962) se stala oční lékařkou.

## Ocenění
- čestné členství v České chirurgické společnosti (2001)[2][8]
- čestné členství ve Slovenské chirurgické společnosti
- zlatá medaile Lékařské fakulty Univerzity Karlovy v Hradci Králové.[2]
- stříbrná medaile Lékařské fakulty Univerzity Karlovy v Hradci Králové
- pamětní medaile k 650. výročí založení Univerzity Karlovy
- pamětní medaile k 100. výročí úmrtí prof. MUDr. Eduarda Alberta
- čestný odznak Paul Harris Fellow[3]